# プログノーシス
プログノーシス（欧字名:Prognosis 香:先見、2018年5月15日 - ）は、日本の競走馬。主な勝ち鞍は2023年・2024年の金鯱賞連覇、2023年の札幌記念。
馬名の意味は、ギリシャ語で「予知」。

## 戦績

### 3歳（2021年）
2021年3月13日、阪神競馬場第5レースの3歳未勝利戦（芝2000m）で、鞍上川田将雅にてデビューし勝利。次走は初の重賞挑戦で同月27日の毎日杯に出走。鞍上は藤岡佑介に乗り替わった。後方から鋭い脚で追い込んでシャフリヤールから0.3秒差の3着に好走した。6月5日の中京競馬場・3歳以上1勝クラス（芝1600m）からは川田が鞍上に復帰。逃げるアンドヴァラナウトを上り最速の脚で交わすと、最後はこれに3馬身差をつける完勝で2勝目を挙げた。11月21日の2勝クラス・武田尾特別も勝利し2連勝。

### 4歳（2022年）
4月9日の3勝クラス・京橋ステークスより始動。単勝1.3倍の圧倒的1番人気に応え、約5か月ぶりの復帰戦を勝利で飾るとともに3連勝を達成。レース後は再度休養に入り、10月30日のリステッド競走・カシオペアステークスで復帰。鞍上は新たに岩田望来を迎えた。4戦連続で単勝1倍台の1番人気に支持されたが、逃げるアドマイヤビルゴを捉えきれず、3/4馬身差の2着に惜敗。連勝は3でストップした。藤岡との再コンビで挑んだ12月10日の中日新聞杯は後方2番手から上り最速の脚で怒涛の追い込みを見せるも、前方集団にわずかに及ばず4着に敗れた。

### 5歳（2023年）
3月12日の金鯱賞より始動。鞍上には川田が復帰した。スタートでやや立ち遅れ、後方3番手からの競馬になったが、直線に向くと外から突き抜け、最後は逃げ粘るフェーングロッテンを差し切り3/4馬身差をつけて重賞初制覇を飾った。次走は優先出走権を得ていた大阪杯を予定していたが、3月22日に右トモ（後肢）に疲れが見えることから回避すると馬主の社台サラブレッドクラブが発表した。
その後、4月30日に香港の沙田競馬場で行われるクイーンエリザベス2世カップへの招待を受諾し、ザカリー・パートンとの新コンビで参戦することとなった。迎えた本番ではスタートで出遅れ、道中はスローペースの中、最後方で競馬を進める。直線では前が壁になったものの、進路を確保するとそこから手応え良く加速し、先行勢を捉えにかかったが、地元香港の大将格・ロマンチックウォリアーには届かず2馬身差の2着に敗れた。パートンは「ペースが遅すぎたし、直線では前が空かなかったが、最後はいい脚を使ってくれた。12月の香港ヴァーズで戻ってくれば、もっといい走りが出来ると思う」と力走を称え、将来性を物語るコメントを残した。
次走として札幌記念に川田を迎え出走。ここでは道中は中団で待機し直線で足を伸ばすと、最後は抜け出して2着のトップナイフに4馬身差をつける危なげない勝利で重賞2勝目を飾った。続いて天皇賞（秋）に出走。3番人気で迎えたレースでは、スタート直後に隣枠のジャックドールと接触したこともあり、道中は最後方を選択。直線では上がり3ハロン33秒9の末脚で追い込むも、イクイノックスやジャスティンパレスには届かず3着に敗れた。年内最終戦として、香港カップへの招待を受諾して出走したが、再びロマンチックウォリアーに敗れ、5着となった。

### 6歳（2024年）
3月10日の金鯱賞から始動。2番人気で迎えたレースでは中団やや後方から追走し3コーナーから４コーナーにかけ徐々に進出。直線では内から力強く伸び、1番人気の前年の菊花賞の勝ち馬ドゥレッツァに5馬身差をつけて勝利した。
次走は4月28日沙田競馬場で行われる香港のクイーンエリザベス二世カップに川田将雅を鞍上に2年連続で参戦。スタートで出遅れレース前半は最後方を追走、向正面半ばで捲り始め4番手まで上がりそのまま直線コースに向かう。直線ではじわじわ脚を伸ばしたがロマンチックウォリアーにクビ差及ばなかった。続いて連覇を狙い単勝1.3倍で臨んだ札幌記念はスタートで大きく出遅れ道中後方追走直線に向き追い始めたが前目からレースを進めたノースブリッジなどに及ばず4着に敗れた。9月6日、オーストラリアのムーニーヴァレー競馬場で行われるコックスプレートに鞍上ダミアン.レーンで参戦することがオーナー社台レースホースから発表された。
予定通り10月26日に行われたコックスプレートに出走。日本、現地共に1番人気で迎えたレースは良いスタートを切り前から2番手でレースを進める。3コーナーから4コーナーにかけて逃げていたプライドオブジェニをとらえ一時先頭に立つ勢いだったが外からヴィアシスティーナが並んできた、そのまま直線コースに入ったがヴィアシスティーナに突き放され8馬身差の2着に敗れた。
12月12日、三浦皇成との新コンビで有馬記念に向かうことが発表された。6番人気で出走したレースではスタートで出遅れ後方のままレースを進め特に見せ場もなく11着に敗れた。

### 7歳（2025年）
始動戦に3連覇が懸かる金鯱賞に西村淳也との新コンビで参戦、後方から進めるも重い馬場が合わなかったのか6着に敗れた。次走は3年連続参戦となるクイーンエリザベス二世カップに新たにジェームズ・マクドナルドを鞍上に迎えて参戦する。道中は後方で進めそのまま直線コースに向かう。直線では外から伸びたが2023年の日本ダービーの勝ち馬タスティエーラに1馬身半及ばず2着に敗れる。帰国後、宮城県山元町の山元トレーニングセンターで調整されていたが右前脚に種子骨靭帯炎を発症したため、7月28日に現役を引退して種牡馬入りすることを所有する社台レースホースの公式サイトで発表された。7月30日をもってJRAとしての競走馬登録を正式に抹消し、北海道日高町にあるブリーダーズ・スタリオン・ステーションで種牡馬となる。

## 競走成績
以下の内容は、JBISサーチ、netkeiba.comおよび香港ジョッキークラブの情報に基づく。
| 競走日     | 競馬場           | 競走名         | 格   | 距離（馬場）  | 頭 数 | 枠 番 | 馬 番 | オッズ （人気） | 着順 | タイム （上がり3F） | 着差      | 騎手            | 斤量 [kg] | 1着馬（2着馬）         | 馬体重 [kg] |
| ---------- | ---------------- | -------------- | ---- | ------------- | ----- | ----- | ----- | --------------- | ---- | ------------------- | --------- | --------------- | --------- | ---------------------- | ----------- |
| 2021.03.13 | 阪神             | 3歳未勝利      |      | 芝2000m（稍） | 15    | 7     | 12    | 002.10（1人）   | 01着 | R2:02.0（35.1）     | -0.2      | 0川田将雅       | 56        | （プリュムドール）     | 480         |
| 0000.03.27 | 阪神             | 毎日杯         | GIII | 芝1800m（良） | 9     | 1     | 1     | 011.80（4人）   | 03着 | R1:44.2（34.1）     | -0.3      | 0藤岡佑介       | 56        | シャフリヤール         | 474         |
| 0000.06.05 | 中京             | 3歳上1勝クラス |      | 芝1600m（良） | 16    | 4     | 8     | 001.30（1人）   | 01着 | R1:32.9（34.5）     | -0.5      | 0川田将雅       | 54        | （アンドヴァラナウト） | 470         |
| 0000.11.21 | 阪神             | 武田尾特別     | 2勝  | 芝1800m（良） | 11    | 5     | 5     | 001.20（1人）   | 01着 | R1:45.3（32.8）     | -0.5      | 0川田将雅       | 55        | （フラーズダルム）     | 468         |
| 2022.04.09 | 阪神             | 京橋S          | 3勝  | 芝2000m（良） | 11    | 7     | 9     | 001.30（1人）   | 01着 | R1:58.3（33.1）     | -0.1      | 0川田将雅       | 57        | （リフレーミング）     | 468         |
| 0000.10.30 | 阪神             | カシオペアS    | L    | 芝1800m（良） | 15    | 4     | 7     | 001.50（1人）   | 02着 | R1:46.2（33.1）     | -0.1      | 0岩田望来       | 56        | アドマイヤビルゴ       | 476         |
| 0000.12.10 | 中京             | 中日新聞杯     | GIII | 芝2000m（良） | 18    | 3     | 6     | 002.60（1人）   | 04着 | R1:59.5（33.2）     | -0.1      | 0藤岡佑介       | 56        | キラーアビリティ       | 478         |
| 2023.03.12 | 中京             | 金鯱賞         | GII  | 芝2000m（良） | 12    | 8     | 12    | 002.50（1人）   | 01着 | R1:59.8（33.9）     | -0.1      | 0川田将雅       | 57        | （フェーングロッテン） | 474         |
| 0000.04.30 | 沙田             | QEII世C        | G1   | 芝2000m（Gd） | 7     | 3     | 6     | 07.60（3人）    | 02着 | R2:02.23（33.64）   | -0.31     | 0Z.パートン     | 57        | Romantic Warrior       | 474         |
| 0000.08.20 | 札幌             | 札幌記念       | GII  | 芝2000m（稍） | 15    | 7     | 13    | 005.10（2人）   | 01着 | R2:01.5（36.0）     | -0.8      | 0川田将雅       | 58        | （トップナイフ）       | 476         |
| 0000.10.29 | 東京             | 天皇賞（秋）   | GI   | 芝2000m（良） | 11    | 7     | 9     | 011.40（3人）   | 03着 | R1:55.8（33.9）     | -0.6      | 0川田将雅       | 58        | イクイノックス         | 474         |
| 0000.12.10 | 沙田             | 香港C          | G1   | 芝2000m（Gd） | 11    | 6     | 3     | 004.30（2人）   | 05着 | R2:02.15（34.39）   | -0.15     | 0川田将雅       | 57        | Romantic Warrior       | 471         |
| 2024.03.10 | 中京             | 金鯱賞         | GII  | 芝2000m（良） | 13    | 4     | 4     | 002.70（2人）   | 01着 | R1:57.6（34.3）     | -0.8      | 0川田将雅       | 58        | （ドゥレッツァ）       | 480         |
| 0000.04.28 | 沙田             | QEII世C        | G1   | 芝2000m（稍） | 11    |       | 4     | 003.10（2人）   | 02着 | R2:01.1             | -         | 0川田将雅       | 57        | Romantic Warrior       | 484         |
| 0000.08.18 | 札幌             | 札幌記念       | GII  | 芝2000m（良） | 12    | 8     | 11    | 001.30（1人）   | 04着 | R2:00.1（34.4）     | -0.5      | 0川田将雅       | 58        | ノースブリッジ         | 478         |
| 0000.10.26 | ムーニーヴァレー | コックスP      | G1   | 芝2040m（良） | 9     |       | 2     | 002.20（1人）   | 02着 | R2:02.3             | -         | 0D.レーン       | 59        | Via Sistina            | 計不        |
| 0000.12.22 | 中山             | 有馬記念       | GI   | 芝2500m（良） | 15    | 5     | 10    | 016.40（6人）   | 11着 | R2:32.6（35.3）     | -0.8      | 0三浦皇成       | 58        | レガレイラ             | 474         |
| 2025.03.16 | 中京             | 金鯱賞         | GII  | 芝2000m（重） | 10    | 7     | 8     | 003.70（3人）   | 06着 | 02:02.3（36.8）     | -1.0      | 0西村淳也       | 58        | クイーンズウォーク     | 484         |
| 0000.04.27 | 沙田             | QEII世C        | G1   | 芝2000m（良） | 11    | 6     | 2     | 003.50（1人）   | 02着 | R2:00.80            | 1 1/2馬身 | 0J.マクドナルド | 57        | Tastiera               | 473         |

- 海外の競走の「枠番」欄にはゲート番を記載
- 香港のオッズ・人気は香港ジョッキークラブのもの（日本式のオッズ表記とした）

## 血統表
| プログノーシスの血統                         | プログノーシスの血統                                                | プログノーシスの血統                     | （血統表の出典）                         | （血統表の出典） |
| 父系                                         | サンデーサイレンス系（ヘイロー系）                                  | サンデーサイレンス系（ヘイロー系）       | サンデーサイレンス系（ヘイロー系）       |                  |
| 父 ディープインパクト 2002 鹿毛 北海道早来町 | 父の父*サンデーサイレンス Sunday Silence 1986 青鹿毛 アメリカ       | Halo                                     | Hail to Reason                           | Hail to Reason   |
| 父 ディープインパクト 2002 鹿毛 北海道早来町 | 父の父*サンデーサイレンス Sunday Silence 1986 青鹿毛 アメリカ       | Halo                                     | Cosmah                                   |                  |
| 父 ディープインパクト 2002 鹿毛 北海道早来町 | 父の父*サンデーサイレンス Sunday Silence 1986 青鹿毛 アメリカ       | Wishing Well                             | Understanding                            | Understanding    |
| 父 ディープインパクト 2002 鹿毛 北海道早来町 | 父の父*サンデーサイレンス Sunday Silence 1986 青鹿毛 アメリカ       | Wishing Well                             | Mountain Flower                          |                  |
| 父 ディープインパクト 2002 鹿毛 北海道早来町 | 父の母*ウインドインハーヘア Wind in Her Hair 1991 鹿毛 アイルランド | Alzao                                    | Lyphard                                  | Lyphard          |
| 父 ディープインパクト 2002 鹿毛 北海道早来町 | 父の母*ウインドインハーヘア Wind in Her Hair 1991 鹿毛 アイルランド | Alzao                                    | Lady Rebecca                             |                  |
| 父 ディープインパクト 2002 鹿毛 北海道早来町 | 父の母*ウインドインハーヘア Wind in Her Hair 1991 鹿毛 アイルランド | Burghclere                               | Busted                                   | Busted           |
| 父 ディープインパクト 2002 鹿毛 北海道早来町 | 父の母*ウインドインハーヘア Wind in Her Hair 1991 鹿毛 アイルランド | Burghclere                               | Highclere                                |                  |
| 母 *ヴェルダ 2006 栗毛 イギリス              | 母の父Observatory 1997 栗毛 アメリカ                                | Distant View                             | Mr. Prospector                           | Mr. Prospector   |
| 母 *ヴェルダ 2006 栗毛 イギリス              | 母の父Observatory 1997 栗毛 アメリカ                                | Distant View                             | Seven Springs                            |                  |
| 母 *ヴェルダ 2006 栗毛 イギリス              | 母の父Observatory 1997 栗毛 アメリカ                                | Stellaria                                | Roberto                                  | Roberto          |
| 母 *ヴェルダ 2006 栗毛 イギリス              | 母の父Observatory 1997 栗毛 アメリカ                                | Stellaria                                | Victoria Star                            |                  |
| 母 *ヴェルダ 2006 栗毛 イギリス              | 母の母Viavigoni 2001 栗毛 イギリス                                  | Mark of Esteem                           | Darshaan                                 | Darshaan         |
| 母 *ヴェルダ 2006 栗毛 イギリス              | 母の母Viavigoni 2001 栗毛 イギリス                                  | Mark of Esteem                           | Homage                                   |                  |
| 母 *ヴェルダ 2006 栗毛 イギリス              | 母の母Viavigoni 2001 栗毛 イギリス                                  | Val d'Erica                              | Ashmore                                  | Ashmore          |
| 母 *ヴェルダ 2006 栗毛 イギリス              | 母の母Viavigoni 2001 栗毛 イギリス                                  | Val d'Erica                              | Laconia                                  |                  |
| 母系(F-No.)                                  | (FN:14-c)                                                           | (FN:14-c)                                | (FN:14-c)                                |                  |
| 5代内の近親交配                              | Hail to Reason：4×5 Northern Dancer：5×5                            | Hail to Reason：4×5 Northern Dancer：5×5 | Hail to Reason：4×5 Northern Dancer：5×5 |                  |
| 出典                                         | 1.                                                                  | 1.                                       | 1.                                       | 1.               |

- 半姉に英G1チェヴァリーパークステークス勝ち馬のVorda（父Orpen）がいる。
- 3代母Val d'Ericaは伊オークス、伊1000ギニーの勝ち馬。